# Alfons Lütke-Westhues
Alfons Lütke-Westhues (né le 17 mai 1930 à Westbevern, mort le 8 mars 2004 à Warendorf) est un cavalier de saut d'obstacles allemand.

## Carrière
Son plus grand succès est la médaille d'or par équipe aux Jeux olympiques d'été de 1956 à Stockholm avec Fritz Thiedemann et Hans Günter Winkler.
Son frère aîné August remporte la médaille d'argent au concours complet lors des mêmes Jeux.